# Archibald Yell
Archibald Yell, né le 9 août 1797 en Caroline du Nord et mort le 22 février 1847 à Buenas Vista (Mexique), est un homme politique démocrate américain. Il est membre de la Chambre des représentants des États-Unis pour l'Arkansas entre 1836 et 1839 puis entre 1845 et 1846 et gouverneur du même État entre 1840 et 1844.

## Biographie
Archibald Yell est probablement né au Kentucky ou au Tennessee, bien que sa pierre tombale désigne la Caroline du Nord comme son lieu de naissance. Jeune, Yell participe sous les ordres d'Andrew Jackson à Guerre anglo-américaine de 1812, à la Guerre Creek et aux Guerres séminoles où il atteint le grade de premier lieutenant.
Actif dans le Parti démocrate, Yell était un partisan convaincu et un ami personnel du président James K. Polk. En 1835, il est nommé juge territorial de l'Arkansas par l'administration Polk. 
Yell a été élu à la Chambre des représentants des États-Unis en 1836 après l'admission de l'Arkansas à l'Union. Il a servi du 5 décembre 1836 au 3 mars 1839. À cette époque, il est un fervent partisan de l'État du Texas.
En 1840, Yell a été élu gouverneur de l'Arkansas. Il a démissionné de son poste de gouverneur pour se présenter de nouveau au Congrès en 1844 à l'âge de 47 ans, et a remporté le siège.
Lorsqu'éclate la guerre contre le Mexique Yell retourne en Arkansas et s'engage avec le grade de colonel dans le régiment de cavalerie de l'Arkansas. Le 23 février 1847, Yell fut tué au combat à la bataille de Buena Vista à l'âge de 49 ans.